# Маргарита Шестедт
Маргарет Шестедт, також Шестедт-Краус, (17 листопада 1923 , Стокгольм  — 14 березня 2012 , Відень ) — шведсько-австрійська оперна співачка, контральто, яка проходила навчання голосу в Стокгольмі, Зальцбурзі та Відні.

## Життєпис
Маргарет Шестедт, народилася в Стокгольмі 17 листопада 1923 року, навчалася в Королівському музичному коледжі в Стокгольмі (1947—1951), в Моцартеумі в Зальцбурзі та в Академії музики та виконавського мистецтва у Відні. Серед її викладачів була Аніта фон Гіллерн-Данбар, Рагнар Хюльтен, Елізабет Радо та Ерік Верба. Під час навчання співала в Ерік Ерісонс Каммаркер та у шведській джазовій групі Melody Girls.
Шестедт дала свій перший сольний концерт у 1951 році. Того ж року вона почала працювати оперною співачкою Театру Базеля, а в 1955 році — Ландестеатру Саарбрюккена. З 1955 року і до виходу на пенсію в 1982 році працювала у Віденській державній опері, де взяла участь у понад тисячі вистав, паралельно виступаючи на концертах та на Зальцбурзьких фестивалях. Була запрошеною співачкою в оперних театрах Мадрида, Лісабона, Дубліна та Берліна, виступала з концертами в Парижі та Лондоні., зіграла Дорабеллу у Così fan tutte та Керубіно у «Весіллі Фігаро» в Deutsche Oper Berlin. Вона тричі брала участь у Затцбурзькому фестивалі (1958, 1964 і 1965) та у фестивалі бароко в стокгольмському театрі Дроттнінггольм у 1966 році. Серед її численних ролей були Азусена в «Трубадурі», Берта в «Севільському цирульнику», Сузукі в «Мадам Баттерфляй», Октавія та Анніна у «Кавалері трояндр» і Мерседес у «Кармен». Паралельно виступала з вечірніми концертами у Відні, Парижі та Лондоні. Востаннє виступала у Віденській опері 9 червня 1982 року в ролі Другої леді в опері Готфріда фон Ейнема «Держня альтен Дама». Загалом вона зіграла 46 ролей у 1015 виставах.
У 1963 році Маргарита вийшла заміж за заступника директора віденського Бургтеатру Генріха Крауса (1923—2018), після чого почала іменуватися як Маргарета Шестедт-Краус. Померла у Відні 14 березня 2012 року на 89-у році життя

## Нагороди
За свій внесок у зв'язку з останнім виступом 9 червня 1982 року Маргарета Шестедт була нагороджена Австрійським хрестом пошани за науку і мистецтво 1-го ступеня .